# P/2017 W3 (Gibbs)
P/2017 W3 (Gibbs) — одна з комет сімейства Юпітера. Відкрита 27 листопада 2017 року; була 19.2m на час відкриття.